# Viktória Győri-Lukács
Viktória Győri-Lukács (* 31. Oktober 1995 in Budapest, Ungarn, geborene Viktória Lukács) ist eine ungarische Handballspielerin, die dem Kader der ungarischen Nationalmannschaft angehört.

## Karriere
Győri-Lukács begann im Jahre 2005 das Handballspielen bei BP Spartacus SC. 2009 wechselte die Linkshänderin zu Pénzügyőr SE. Ab dem Sommer 2010 stand sie bei Ferencváros Budapest unter Vertrag. In der Saison 2013/14 wurde die Außenspielerin an Siófok KC ausgeliehen. Mit Ferencváros gewann sie 2015 die ungarische Meisterschaft, 2017 den ungarischen Pokal sowie 2012 den Europapokal der Pokalsieger. Zur Saison 2020/21 wechselte sie zum Ligakonkurrenten Győri ETO KC. Mit Győri ETO KC gewann sie 2021 den ungarischen Pokal sowie 2022, 2023 und 2025 die ungarische Meisterschaft sowie 2024 und 2025 die EHF Champions League. Seit Sommer 2025 pausiert sie schwangerschaftsbedingt.
Bei den EHF Excellence Awards im Jahr 2024 wurde sie als beste Rechtsaußenspielerin der zurückliegenden Spielzeit ausgezeichnet.
Győri-Lukács gewann bei der U-19-Europameisterschaft 2013 die Silbermedaille. Mittlerweile gehört sie dem Kader der ungarischen A-Nationalmannschaft an, für die sie in 126 Länderspielen 376 Treffer erzielte. Mit der ungarischen Auswahl nahm sie an den Olympischen Spielen in Tokio sowie an den Olympischen Spielen in Paris teil. Bei der Europameisterschaft 2024 gewann sie die Bronzemedaille.

## Sonstiges
Sie ist mit dem Handballspieler Mátyás Győri verheiratet.